# Alberode
Alberode ist der kleinste Ortsteil der Gemeinde Meißner im nordhessischen Werra-Meißner-Kreis.

## Geographische Lage
Das Dorf liegt am Komberg im Vorland des Hohen Meißners.

## Geschichte
Alberode wurde erstmals im Jahre 1276 erwähnt. Im Jahre 1823 wurde die jetzige evangelische Kirche nach Plänen des Landbaumeisters J. F. Matthei eingeweiht. Der Saalbau ist in Fachwerk gehalten und von außen verschindelt. Das Walmdach ist mit einem Dachreiter bekrönt. Die Empore ist dreiseitig umlaufend, die Kanzel befindet sich über dem Altar. Die Orgel wurde 1864 eingebaut. Eine 1853 vom Glockengießer Christian See in Creuzburg gegossene Glocke musste 1917 abgegeben werden.
Das zu Alberode gehörende Gut Mönchhof wurde schon 876 erstmals genannt. 1900/01 wurde es um ein zwei gegenüberliegende Wirtschaftsflügel erweitert, 1911–1913 entstand ein neues Herrenhaus nach einem Entwurf des Architekten Wilhelm Freiherr von Tettau.
Am 31. Dezember 1971 schlossen sich im Zuge der Gebietsreform in Hessen die bis dahin selbständigen Gemeinden Abterode, Alberode, Germerode, Vockerode, Weidenhausen und Wellingerode zur neuen Großgemeinde Meißner zusammen.

## Infrastruktur
- In Alberode gibt es ein Dorfgemeinschaftshaus.
- Das Anrufsammeltaxi der Linie 229 des Nordhessischen Verkehrsverbundes fährt durch den Ort.